# Quần áo xuyên thấu
Quần áo xuyên thấu hay quần áo trong suốt là bất kỳ loại quần áo được làm từ ren, lưới hoặc vải sheer cho phép cơ thể hoặc đồ lót của người mặc có thể được nhìn thấy qua vải của nó. Vải trong suốt là thời trang ở châu Âu trong thế kỷ XVIII. Có một "xu hướng thời trang tuyệt đối" bắt đầu với quần áo của nhà thiết kế từ năm 2008. Vải xuyên thấu hoặc vải sheer, đặc biệt là màu skintone (được gọi là "khỏa thân"), đôi khi được gọi là ảo ảnh, như 'áo lót ảo giác' do ấn tượng của da thịt lộ ra.
Lưới, vải hoặc vải lưới có thể có nhiều mảnh được kết nối hoặc dệt với một số lượng lớn các lỗ cách đều nhau, thường được sử dụng cho áo thể thao hiện đại.
Vải sheer là một loại vải bán mỏng trong suốt. Chúng bao gồm voan, georgette và gauze. Một số là sợi đan được sử dụng trong quần bó, bít tất, đồ thể thao và đồ lót nữ. Nó cũng có thể được sử dụng trong áo top, quần, váy,...
Quần áo latex mờ tự nhiên, hoặc nhựa có thể được làm thành vật liệu quần áo ở bất kỳ mức độ rõ rệt nào. Rõ ràng nhựa thường chỉ được tìm thấy trong quần áo dày, chẳng hạn như áo mưa. Việc sử dụng latex cũng có thể được tìm thấy ở người tôn sùng quần áo. Một số vật liệu trở nên trong suốt khi ướt hoặc khi ánh sáng cực mạnh chiếu vào nó, chẳng hạn như bằng đèn flash.